# 宇賀山徹
宇賀山 徹（うがやま とおる、1945年 - ）は、神奈川県出身のアマチュア野球選手（一塁手）。

## 経歴
慶應義塾高等学校では左翼手として1963年夏の甲子園県予選決勝に進む。エース井上健仁（東映）を擁する横浜高と対戦。接戦となるが佐野勝稔に適時打を喫するなど3-5で敗退、甲子園出場はならなかった。
卒業後は慶應義塾大学へ進学。東京六大学野球リーグでは一塁手として活躍。同期のエース藤原真を擁し1967年春季リーグで優勝、直後の全日本大学野球選手権大会では、決勝で中大の宮本幸信に抑えられ準優勝にとどまる。同年秋季リーグでは打率.424で首位打者を獲得した。ベストナインに2回選出される。
大学卒業後は日本鋼管に入社。1年目から四番打者として活躍するが1969年に一時引退。しかし2年後に復帰し、1973年の都市対抗では鈴木博昭（三菱自動車川崎から補強）とともに打線の主軸となる。古屋英雄、上岡誠二ら強力投手陣の好投もあって勝ち進み、日立製作所との準決勝では佐藤博から2本塁打。決勝も日産自動車に大勝、初優勝を飾る。同大会の橋戸賞を受賞し、社会人ベストナイン（一塁手）にも選出された。同年のインターコンチネンタルカップ日本代表となる。